# Gamasche

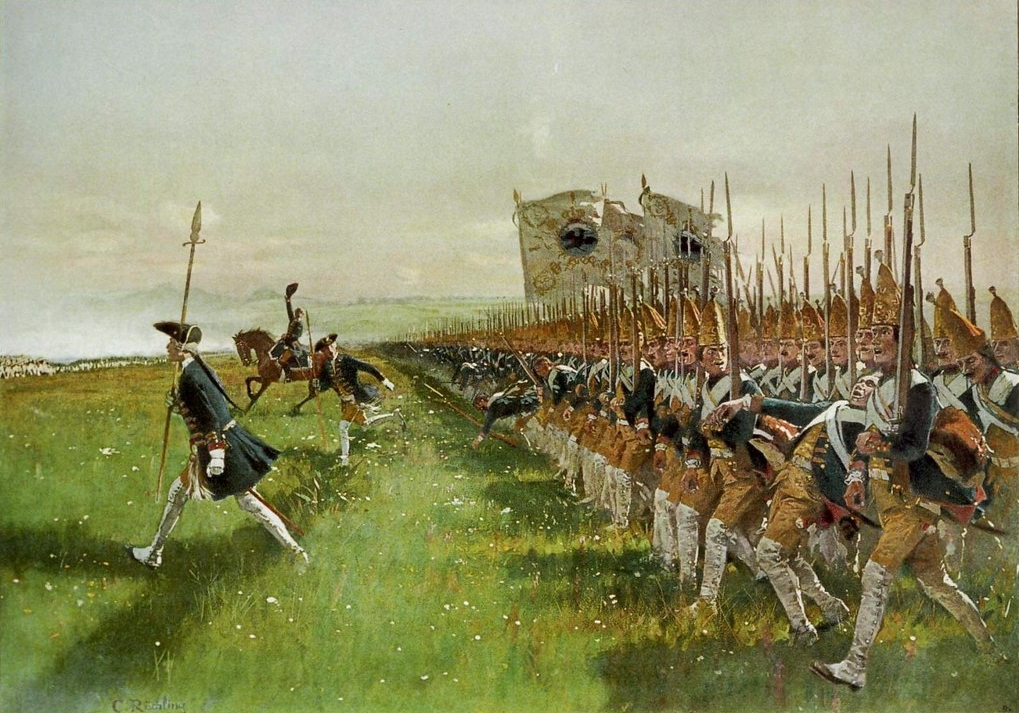
Angriff preußischer Grenadiere in der Schlacht bei Hohenfriedberg. Gut erkennbar die weißen, seitlich geknöpften Gamaschen, die in dieser Epoche auch noch von unberittenen Offizieren getragen wurden.

Als Gamasche (Kamaschen, Beinling, Stulpe) wird ein Kleidungsstück bezeichnet, das an das Schuhwerk anschließt und Teile des Fußes und des Beines – teilweise bis über das Knie – bedeckt.
Gamaschen können aus Tuch, Leinwand, Kunststoff oder Leder gefertigt sein, können gewickelt, seitlich geschnürt oder geknöpft werden. Sie sollen gegen Verletzungen, Schmutz, Kälte und Feuchtigkeit schützen und – in festerer Ausführung bei knöchelfreien Schuhen – den Knöchelbereich stabilisieren. Gamaschen wurden in der Vergangenheit überwiegend beim Militär verwendet und kommen heute insbesondere noch bei verschiedenen Sportarten und bei Pferden zum Einsatz.

## Etymologie
Der Begriff war ursprünglich die spanische Bezeichnung für eine bestimmte Ledersorte gaudamaci. Dieses Wort geht auf das arabische ǧild ġadāmisī zurück, was „Leder aus Ghadames“ bedeutet. Im 17. Jahrhundert wurde der Begriff als gamache ins Französische übernommen und floss danach in den deutschen Sprachgebrauch ein.
Umgangssprachlich hat sich Gamaschendienst als Synonym für einen pedantischen, auf das Kleinliche gerichteten Dienst ohne erkennbaren Sinn erhalten.

## Militärkleidung

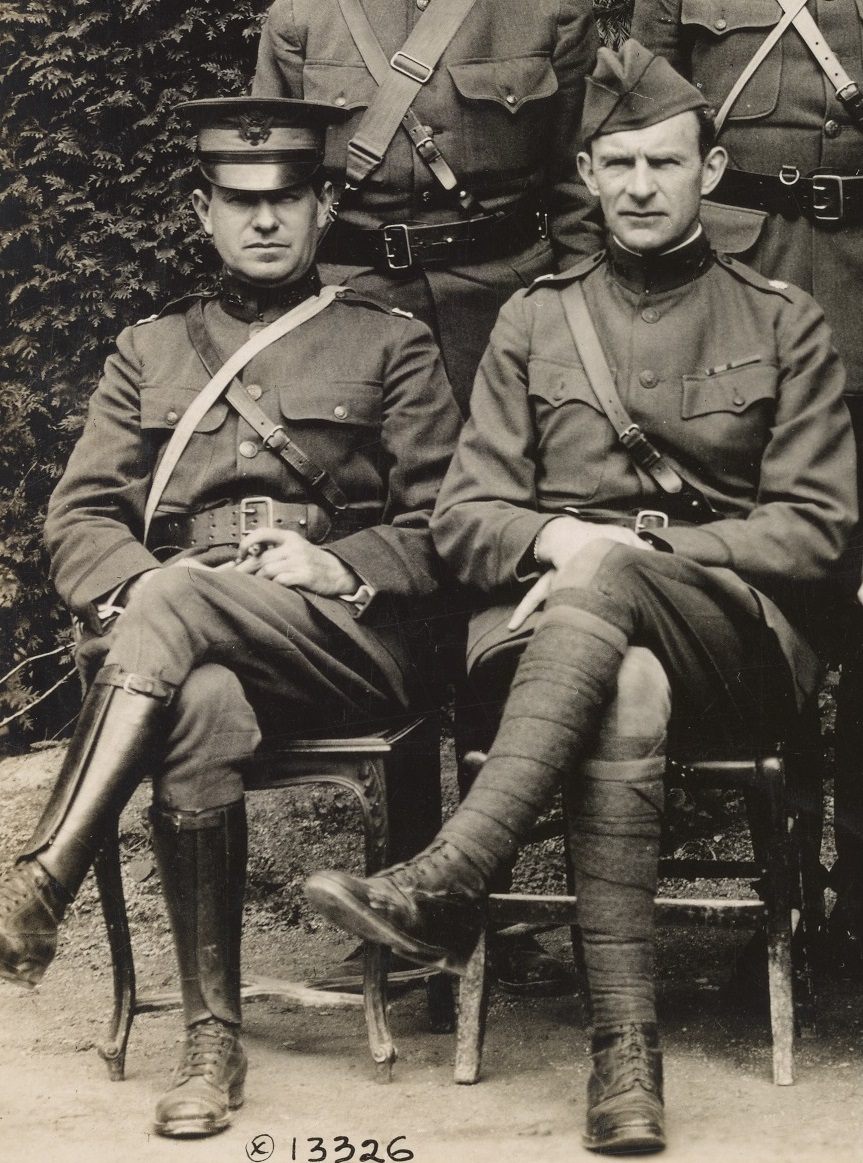
Offiziere der US-Army 1918 mit Leder- und Wickelgamaschen.

Weiß oder schwarz gefärbte Leinengamaschen gehörten im 18. und beginnenden 19. Jahrhundert zur Uniformierung der Fußtruppen in den meisten westlichen Armeen. Diese Gamaschen, die mit einem Stoff- oder Ledersteg vor dem Absatz der Schuhsohle gehalten wurden, knöpfte man als knielange Variante entweder über der Hose zu oder trug sie – besonders während und nach den Koalitionskriegen – in gekürzter Form unter den Hosenbeinen. Unberittene Offiziere trugen zunächst auch Gamaschen, erhielten aber etwa ab 1780 Stiefel. Im Verlauf der ersten Hälfte des 19. Jahrhunderts kamen die Gamaschen in vielen Ländern zumindest in der knielangen Ausführung außer Gebrauch und tauchten erst in der zweiten Hälfte des 19. Jahrhunderts in veränderter Form wieder auf. Ab da fehlte meistens der Steg, der die nun sehr häufig aus Leder gefertigten Gamaschen am Fuß fixierte. Sie wurden in dieser Zeit wie eine mit ledernen Schnürsenkeln verschließbare „Verlängerung“ der zumeist knöchelhohen militärischen Schnürstiefel verwendet oder – beispielsweise in der preußischen und russischen Armee – durch kniehohe Schaftstiefel vollständig verdrängt. 
Doch auch im 20. Jahrhundert gehörten verschiedenartig gefertigte wadenhohe Stoff- und Ledergamaschen bei vielen Armeen zur militärischen Ausrüstung im Ersten Weltkrieg. Von der Form her völlig abweichend, in der Funktion identisch waren Wickelgamaschen. Diese wurden zunächst insbesondere von Großbritannien (seit Einführung der Khaki-Uniform ab 1902) und dann Frankreich verwendet. Im Verlauf des Ersten Weltkrieges führten neben funktionalen Erwägungen auch drastischer Materialmangel zu einer teilweisen Übernahme bei den deutschen Streitkräften. Wickelgamaschen wurden anders als normale Gamaschen sogar bei berittenen Truppenteilen verwendet. Gamaschen aller Art fanden sich während des Zweiten Weltkrieges bei vielen Armeen. Im Verlauf der Zeit verschwanden in den meisten Streitkräften Gamaschen als Bestandteil von Feld- und Arbeitsanzug und sind heute, wenn überhaupt, nur mehr bei der Paradeuniform zu finden. Einige paramilitärische Polizeiverbände, wie beispielsweise der Bundesgrenzschutz, verwendeten wie die Wehrmacht kurze knöchelhohe Segeltuchgamaschen bis zur Umstellung der Uniform im Jahr 1976. Die Bundeswehr folgte in ihrer Gründungsphase sehr kurzfristig dem amerikanischen Vorbild mit Schnürstiefeln, die eine angenähte Ledergamasche besaßen. Da sich dies nicht bewährte, kehrten die Verantwortlichen bereits nach einem Jahr, neben den Knobelbechern, zu den bereits seit langem beim deutschen Militär getragenen Schnürschuhen mit kurzen Segeltuchgamaschen zurück. Erst mit Einführung des Kampfschuhs Modell 1971 wurde der Knobelbecher, aber auch die Schnürschuhe mit Gamaschen, ersetzt. Heute werden bei einigen Truppenteilen der Bundeswehr als Nässeschutz hohe Flecktarn-Gamaschen mit Klettverschlüssen getragen.

## Zivilkleidung

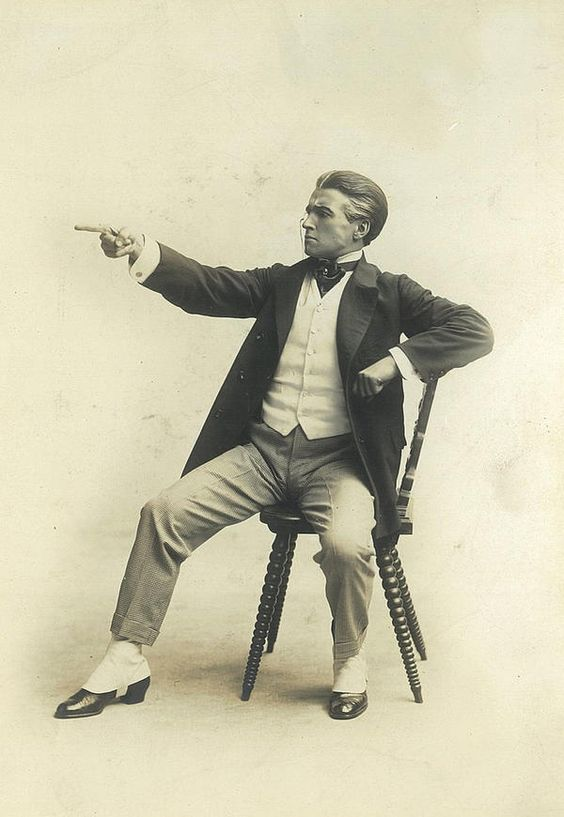
Claude Rains in Gamaschen (1912)

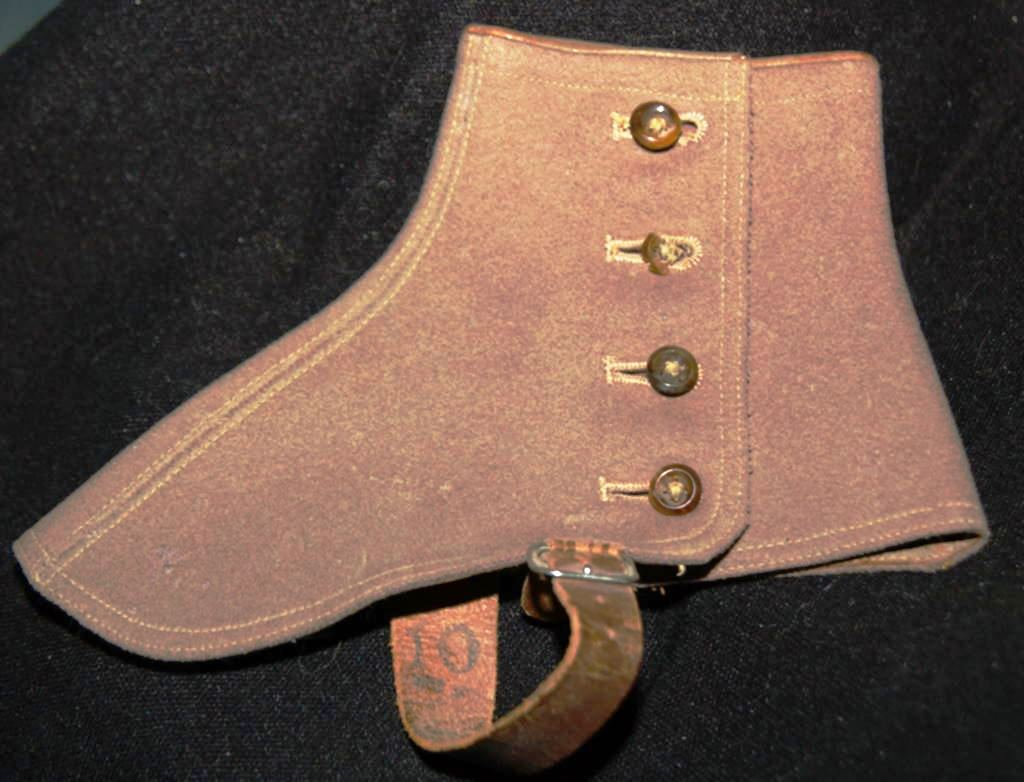
Zivile Filzgamasche

Im zivilen Bereich gehörte die stark gekürzte Gamasche mit Steg, die kaum den Knöchel bedeckte, zum modischen Zubehör des Biedermeier, das besonders von eleganten Herren geschätzt wurde. Der Knopfverschluss bei diesen Modellen war seitlich angebracht. Diese Gamaschen wurden zu knöchellangen Hosen getragen.
Danach geriet die Gamasche als Modeaccessoire wieder weitgehend in Vergessenheit, um erst ab 1900 als fester Bestandteil des Cutaway, diesmal in einer Ausführung aus weißem schweren Wollstoff mit weicher Innenseite, wieder eingeführt zu werden. Zum Sommersakko gehörten champagnerfarbene kurze Gamaschen mit Ledersteg und zum Winteranzug farblich passende Modelle aus grobem Wollstoff. Für sportliche Betätigungen gab es ebenfalls eine spezielle Gamasche. Prinzipiell wurden die Gamaschen in jener Zeit nur zum Tagesanzug und zu knöchellangen, meist umschlaglosen Hosen getragen, so in einer wadenlangen Ausführung zwischen 1915 und 1917 mit der Kriegskrinoline. Nach der ersten Hälfte der 1920er Jahre verlor die Gamasche zunächst ihre Stellung im modischen Bereich. Doch bereits in der Zeit nach 1930 tauchte sie wieder auf, nun als Zubehör zur gestreiften Hose.
In der zweiten Hälfte der 1960er Jahre wurden Gamaschen in knielangen Modellen zu minilangen Mänteln angeboten. Die zu Beginn der 1980er Jahre auftauchenden und bis heute noch oft bei Ballett oder Aerobic getragenen Legwarmers können als gestrickte Variante der Gamaschen betrachtet werden.

### Arbeitsschutz

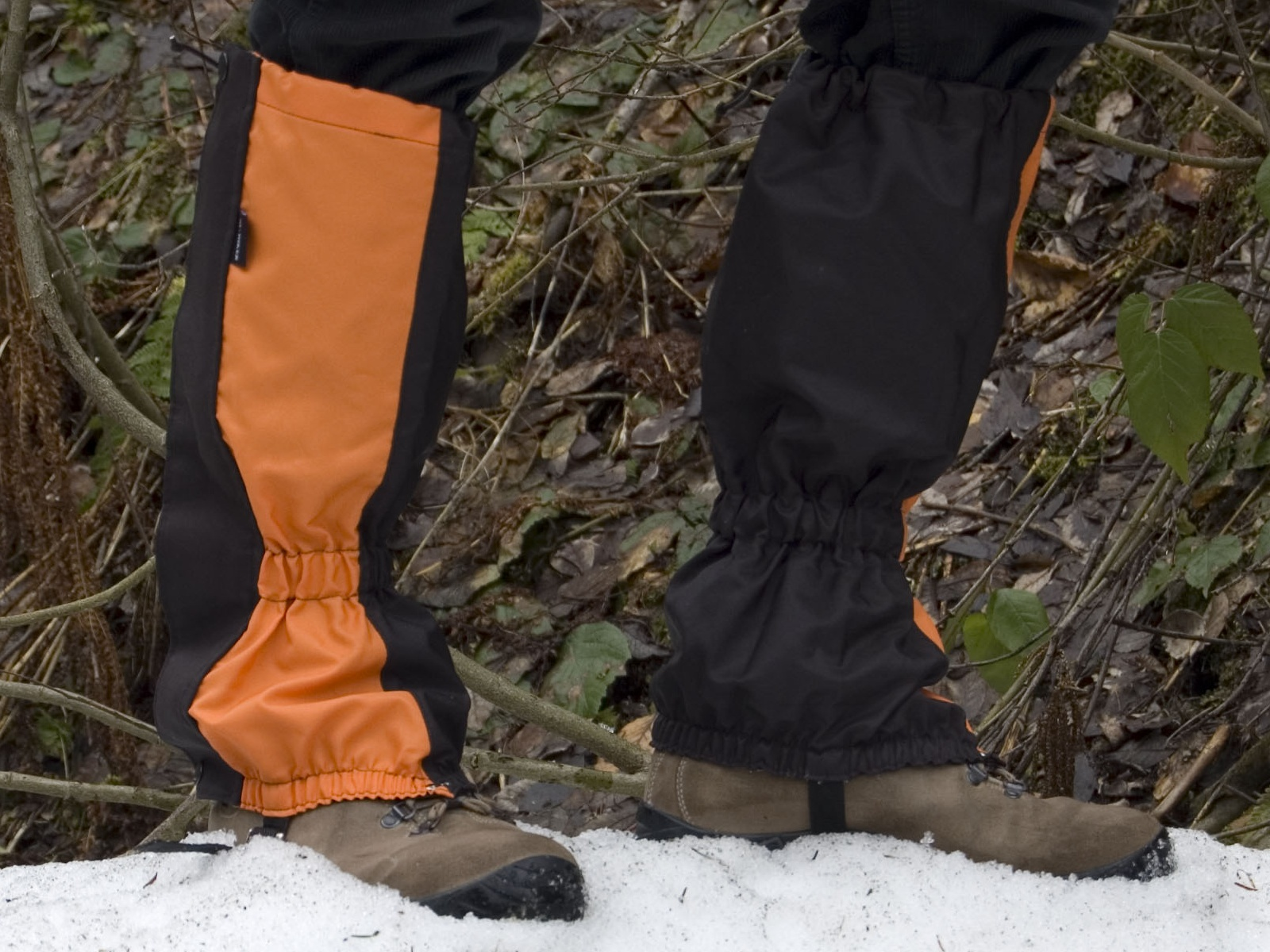
Gamaschen aus dem Sport- und Freizeitbereich

Im Bereich Arbeitsschutz finden Leder-Gamaschen beim Schweißen Verwendung. Sie dienen dabei als Fußschutz, um Verbrennungen an den Füßen durch hineinspritzende Funken zu verhindern. Hier wird die Gamasche von vorn um den Unterschenkel geschnallt. Ein langes Fußblatt schützt die Schnürung am Schuh und ein Steg unter der Sohle hindurch hält die Gamasche in Position.

### Sport- und Freizeitkleidung
Im Sport- und Freizeitbereich wurde die Gamasche ab 1900 beliebt. So trugen Jagdgesellschaften lange und mittellange Modelle, außerdem knielange Stoffgamaschen. Auch beim 1911 gegründeten Deutschen Pfadfinderbund wurden in vielen Ortsgruppen bis in die frühen 1920er Jahre kniehohe schilfgrüne Stoffgamaschen mit seitlicher Schnürung getragen.
Zum Schutz vor Schmutz, Feuchtigkeit und Kälte sind Gamaschen bis heute beim Radfahren, Skifahren, Bergsteigen und Wandern zum Teil gebräuchlich. Auch vor Zecken bieten sie einen gewissen Schutz. Beim Expeditionsbergsteigen dienen spezielle Expeditionsgamaschen außerdem zur Isolation der Unterschenkel und Füße. Die Isolation erfolgt durch geschlossenporigen Isolationsschaum. Expeditionsgamaschen ermöglichen somit, gewöhnliche, normalisolierte und steigeisenfeste Bergstiefel auch zum Bergsteigen in wesentlich kälteren Regionen zu verwenden. Es gibt inzwischen auch Expeditionsschuhe zum Höhenbergsteigen, die integrierte Gamaschen besitzen.

## Pferdeausrüstung

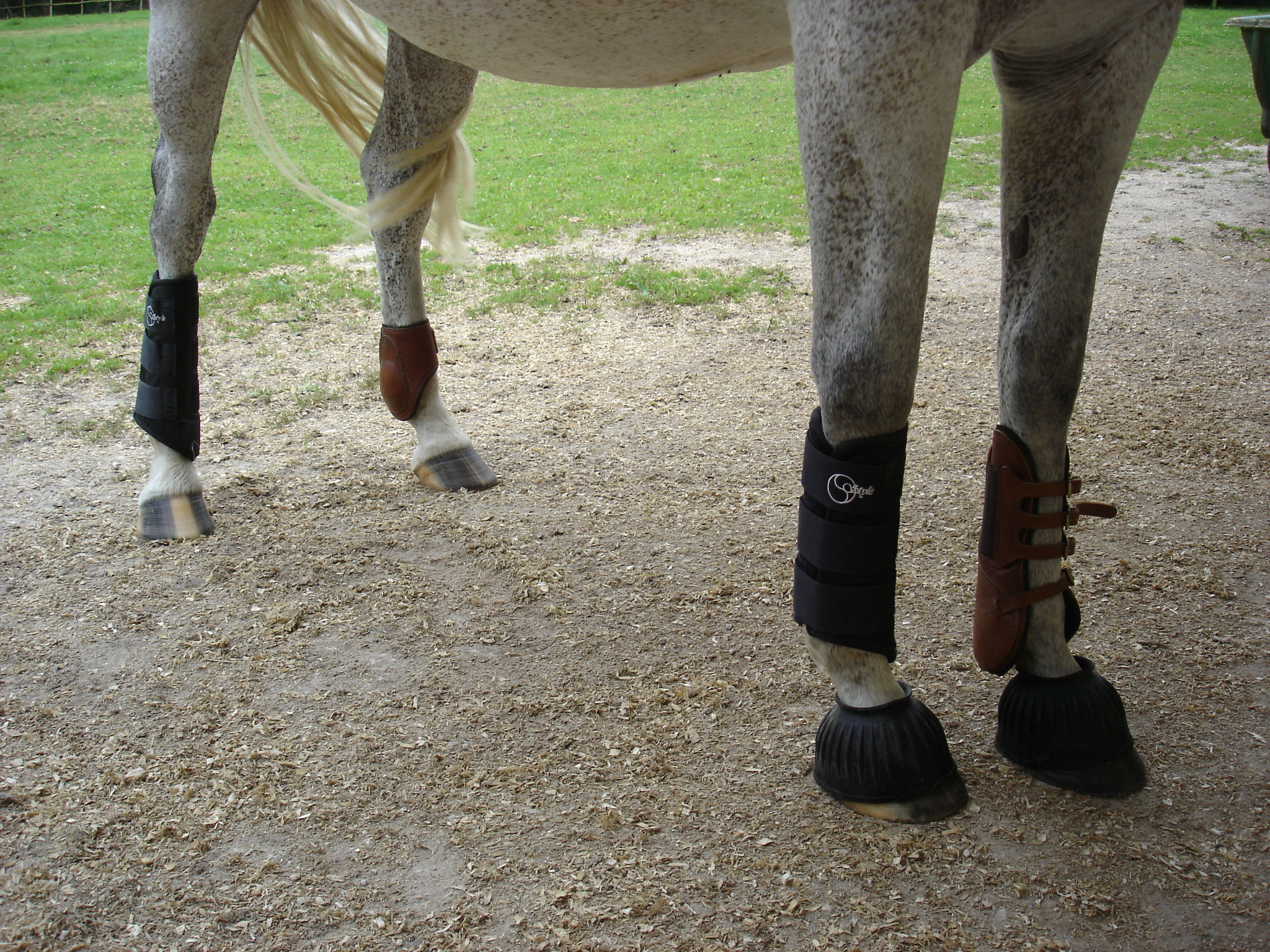
Gamaschen am Pferdebein

Gamaschen werden in verschiedenen Bauarten auch zum Schutz des Pferdebeins, insbesondere des Röhrbeins, des Fesselkopfs und der Sehnen beim Reiten oder Fahren benutzt. Besonders im Spring- und Geländesport sind Gamaschen weit verbreitet, um die Verletzungsgefahr beim Überwinden der Hindernisse zu verringern. Dabei kommen als Materialien Leder, Fell und zunehmend verschiedene Kunststoffe, vor allem Neopren zum Einsatz. 
Beim Western-Reiten wird der englische Begriff Splint-Boots verwendet. Splint-Boots können aus robustem Kunststoff oder Leder gefertigt sein. Innen sollten sie weich ausgepolstert und außen mit einem flexiblen „Glattlederlöffel“ versehen sein.

## Trivia
Der wohl bekannteste Träger von Gamaschen ist die Comicfigur Dagobert Duck.